# 121 (число)
Вижте пояснителната страница за други значения на 121.
121 (сто двадесет и едно) е естествено, цяло число, следващо 120 и предхождащо 122.
Сто двадесет и едно с арабски цифри се записва „121“, а с римски цифри – „CXXI“. Числото 121 е съставено от три цифри от позиционните бройни системи – 1 (едно), 2 (две).

## Общи сведения
- 121 е нечетно число.
- 121-вият ден от годината е 1 май.
- 121 е година от Новата ера.

## Любопитни факти
- Играта китайски шашки има 121 полета.